# Liste der Naturdenkmale in Nieder-Wiesen
Die Liste der Naturdenkmale in Nieder-Wiesen nennt die im Gemeindegebiet von Nieder-Wiesen ausgewiesenen Naturdenkmale (Stand 29. Februar 2024).

## Naturdenkmale
| Nr.         | Bezeichnung        | Lage                                       | Beschreibung  | Bild                                    |
| ----------- | ------------------ | ------------------------------------------ | ------------- | --------------------------------------- |
| ND-7331-424 | Stieleiche am Wald | nördlich des Ortes; Flur An der Mühle Lage | Quercus robur | Direkt Bild zu diesem Denkmal hochladen |
| ND-7331-432 | Stieleiche         | Kriegsfelder Straße, hinter Nr. 29 Lage    | Quercus robur | Direkt Bild zu diesem Denkmal hochladen |

## Ehemalige Naturdenkmale
| Nr.         | Bezeichnung                                           | Lage                                        | Beschreibung                                                                             | Bild                                    |
| ----------- | ----------------------------------------------------- | ------------------------------------------- | ---------------------------------------------------------------------------------------- | --------------------------------------- |
| ND-7331-460 | Abschnittswall am Schloßkopf beim Forsthaus Hollahaus | südwestlich des Ortes; Flur Schloßberg Lage | hochmittelalterliche Burgstelle; flächenhaftes Naturdenkmal; Rechtsverordnung aufgehoben | Direkt Bild zu diesem Denkmal hochladen |